# 태평동 (창원시)
태평동(太平洞)은 대한민국 경상남도 창원시 진해구의 법정동이다.

## 개요
태평동은 1955년, 진해시가 출범하면서 새로운 행정동으로 확정되어 출발한 충무로2가동과 3가동을 1996년, 행정동의 축소 개편으로 통합한 행정동이었다. ‘태평동’ 이란 이름은 관내의 법정동 가운데, 평화를 뜻하는 ‘태평동’이란 이름을 취택한 것으로 추정한다. 행정동일 당시, 태평동은 해군사관학교, 해군행정학교 등 해군의 요람이자, 속천항을 중심으로 한 어업과 주민센터 주변의 주거지역이 조성된 곳으로, 시내외 버스터미널과 거제행 카페리 부두가 위치한 교통 요충지이며, 해안도로와 속천항 횟집촌이 어우러진 지역명소였다. 2020년 1월 1일부터 중앙동과 함께 충무동으로 합병함으로써 행정동으로서의 태평동은 소멸하였고, 법정동으로서의 태평동이 충무동에 소속되어 있다.
- 대영동(大榮洞)
- 앵곡동(鶯谷洞)
- 숭인동(崇仁洞)
- 인의동(仁義洞)
- 남빈동(南濱洞)
- 충의동(忠義洞)
- 대죽동(大竹洞)
- 속천동(束川洞)
- 안곡동(安谷洞)
- 무송동(茂松洞)
- 부흥동(復興洞)
- 근화동(槿化洞)
- 태평동(太平洞)
- 제황산동(帝皇山洞)